# Лінтген (комуна)
Лінтген (люксемб. Lëntgen, фр. Lintgen, нім. Lintgen) — комуна Люксембургу. Входить до складу кантону Мерш в окрузі Люксембург.

## Географія
Площа території комуни становить 15,25 км² (81-е місце за цим показником серед 116 комун Люксембургу).
Висота найвищої точки комуни над рівнем моря складає 414 метрів (48-е місце за цим показником серед комун країни), найнижчої — 216 метрів (36-е місце).

## Демографія
Станом на 2011 рік на території комуни мешкало 2 567 ос.
Динаміка чисельності населення:

## Адміністративний поділ
До складу комуни входять такі поселення:
| Поселення   | Населення за даними переписів: | Населення за даними переписів: | Населення за даними переписів: |
| Поселення   | на 31.03.1981                  | на 01.03.1991                  | на 15.02.2001                  |
| ----------- | ------------------------------ | ------------------------------ | ------------------------------ |
| Госсельданж | 235                            | 253                            | 442                            |
| Лінтген     | 1 261                          | 1 445                          | 1 686                          |
| Преттанж    | 120                            | 143                            | 98                             |